# 파키스탄의 경제
파키스탄의 경제는 구매력 평가(PPP) 기준으로 세계 22위, 명목 국내총생산(GDP) 기준으로 45위다. 파키스탄의 인구는 2억2000만 명(세계 5위)으로 2020년~2021년 1인당 명목 국내총생산(GDP) 1543달러, 2021년 5839달러로 세계 132위다. 파키스탄은 개발도상국이다. 경제는 반산업적이며, 인더스강을 따라 성장의 중심이 있다. 주요 수출 상품에는 섬유, 가죽 제품, 스포츠 용품, 화학 물질 및 카펫/러그 등이 포함된다.
파키스탄 경제의 성장 극은 인더스강을 따라 위치해 있다. 카라치와 펀자브주의 주요 도시 중심지들은 파키스탄의 다른 지역의 덜 발달된 지역들과 공존한다. 경제는 과거 국내 정치 분쟁, 급속한 인구 증가, 외국인 투자 혼조 등으로 어려움을 겪어왔다. 외환보유고는 꾸준한 근로자 송금에 의해 강화되지만, 수입 증가율이 수출 증가율을 앞지르면서 무역 격차 확대로 인한 경상수지 적자 증가는 중기적으로 외환보유고를 줄이고 GDP 성장을 저해할 수 있다. 파키스탄은 현재 외국인 투자 유치와 재정적자 감소를 위해 모든 정부 기업들의 민영화를 포함한 경제 자유화 절차를 밟고 있다. 2016년 10월 외환보유고는 240억 달러를 넘어 스탠더드 앤드 푸어스(S&P)의 장기 신용등급 전망을 안정적으로 이끌어냈다. 2016년 BMI 연구 보고서는 파키스탄을 특히 제조업 중심지에 초점을 맞춘 10대 신흥국 중 하나로 지목했다.
파키스탄 정부는 2021년 5월 기준 향후 성장률이 5%로 남아시아에서 가장 높을 것으로 전망했다. 세계은행에 따르면 파키스탄의 빈곤율은 2002년 64.3%에서 2018년 2.3%로 떨어졌다. 무디스가 파키스탄의 부채 전망을 "안정적"으로 격상시키는 것은 국가의 거시경제적 지위 향상으로 이어졌다.
2017년 파키스탄의 구매력 평가 GDP는 1조 달러를 넘어섰다. 2019년 5월까지 파키스탄 루피는 미국 달러 대비 30%의 평가 절하되었다. 2020년에 새로운 10억 달러 계약과 함께 CPEC 2단계가 시작되었다.

## 경제사

### 처음 50년
파키스탄은 1947년 떠난 영국에 의해 인도가 분할되면서 독립했을 때 중산층이었고 주로 농업국가였다. 파키스탄의 최초 50년(1947년~1997년) 동안의 평균 경제 성장률은 같은 기간 동안 세계 경제의 성장률보다 높았다. 연평균 실질 GDP 성장률은 1960년대 6.8%, 1970년대 4.8%, 1980년대 6.5%였다. 1990년대에는 연평균 성장률이 4.6%로 떨어졌고, 그 해 하반기에는 크게 낮은 성장률을 보였다.

### 21세기
2016년 미국의 AMC는 파키스탄을 남아시아 시장에서 상대적으로 강한 경제국으로 선정하고 향후 며칠간 급성장할 것으로 예상했다. AMC에 따르면 1월~올해 7월 인도 100포인트 지수는 6.67%였고 카라치 증권거래소는 100포인트 지수 17%를 달성했다.

## 통화제도

### 루피
기본 통화 단위는 루피, ISO 코드 PKR 및 약어 Rs이며, 이는 100개의 페이사로 구분된다. 현재 새로 인쇄된 5,000루피 지폐는 가장 큰 유통 화폐이다. 최근 SBP는 Rs. 10, 20, 50, 100, 500, 1000 및 5000의 모든 새로운 디자인 노트를 도입했다.
파키스탄 루피는 1982년 무함마드 지아울하크의 정부가 관리형 유동체로 바꾸었을 때까지 파운드 스털링에 고정되어 있었다. 그 결과 1982/83년 사이에 루피가 38.5% 평가 절하되었으며, 전임자가 건설한 많은 산업들이 엄청난 수입 비용 급증으로 어려움을 겪었다. 줄피카르 알리 부토 정권하에서 수년간 절상된 후 그리고 막대한 해외 원조에도 불구하고 루피는 평가절하되었다.

### 환율
파키스탄의 대규모 경상수지 흑자가 달러 대비 루피의 가치를 상승시켰던 21세기 초까지 파키스탄 루피는 달러 대비 가치가 하락했다. 파키스탄의 수출 경쟁력을 유지하기 위해 금리를 낮추고 달러를 사들이는 것으로 파키스탄 중앙은행은 안정을 취했다.

### 외환보유고
파키스탄은 파키스탄 국립은행과 외환보유고를 유지하고 있다. 2005년 당시 SBP 이슈랏 후세인 주지사가 물러난 후, 외환보유고의 통화는 오로지 미국 달러였다. 같은 해에 SBP는 유로와 엔화를 포함한 통화의 보유고 다변화를 선언하는 공식 성명을 발표했다.
국제 신용 위기와 원유 가격의 급등 이후 파키스탄 경제는 압박을 견디지 못했고 2008년 10월 11일, 파키스탄의 외환 보유고가 7억 7천 4970만 달러로 5억 7천 1백 9십만 달러 감소했다고 보고하였다. 외환보유액이 100억 달러 더 감소하여 65억 9천만 달러 수준으로 떨어졌다. 2013년 6월 파키스탄은 채무불이행 위기에 처했다. 국가 외환의 매장량은 2주치 수입에 불과할 정도로 역사적으로 최저치를 기록했다. 2020년 1월 파키스탄 외환보유액은 115억 3천만 달러였다.

## 경제구조
1947년 농업은 GDP의 약 53%를 차지했다. 그 이후 1인당 농업 생산량은 증가했지만 비농업 부문의 성장에 앞섰고, 파키스탄 경제의 5분의 1 수준으로 농업 비중이 떨어졌다. 최근 몇 년 동안 이 나라는 의류, 섬유, 시멘트 등의 산업과 서비스(통신, 운송, 광고 및 금융 등)가 빠르게 성장하고 있다.